# 関山信之
関山 信之（せきやま のぶゆき、1934年2月5日 - 2014年8月18日）は、日本の政治家。衆議院議員（通算4期）。

## 人物
東京都新宿区生まれ。在学中から社会主義協会に入会。卒業後、社会主義協会事務局に勤務。趣味は茶道（石州流）。
1983年に行われた第37回衆議院議員総選挙に日本社会党より旧新潟1区から出馬し、初当選。以後4期連続当選。当初は社会主義協会に所属したが後に右派に転向、村山富市の側近として活動した。1994年に村山が党委員長に就任すると政策審議会長に就任。加藤紘一、枝野幸男と共に自社さ3党連立の実務者協議を行い、合意し村山政権の誕生に貢献した。
1996年、社会民主党を離党。同年の第41回衆議院議員総選挙に新進党と民主党の支援を受け無所属で新潟1区から出馬したが自由民主党から出馬した吉田六左ェ門に敗れ落選。翌年、民主党新潟県連設立に参加し、初代県連代表に就任。2000年の第42回衆議院議員総選挙及び2001年の第19回参議院議員選挙に出馬するもいずれも落選し、政治活動から引退した。後継は立憲民主党の西村智奈美。
2014年8月18日、胃癌のため新潟市東区の病院で死去。80歳没。死没日付をもって従四位に叙され、旭日中綬章を追贈された。

## 略歴
- 1934年（昭和9年）- 2月5日、東京都新宿区に生まれる。
- 1946年（昭和21年）- 東京都立大和小学校卒業。
- 1949年（昭和24年）- 新潟県立三条中学校卒業。
- 1952年（昭和27年）- 新潟県立三条高等学校卒業。
  - 社会タイムス社勤務。
- 1953年（昭和28年）- 衆議院議員稲村順三秘書。
- 1954年（昭和29年）- 社会主義協会勤務。
- 1959年（昭和34年）- 参議院議員武内五郎秘書。
- 1965年（昭和40年）- 日本社会党新潟県本部組織部長。
- 1967年（昭和42年）- 衆議院議員米田東吾秘書。
- 1975年（昭和50年）- 新潟県議会議員に初当選。
- 1979年（昭和54年）- 新潟県議会議員に再選。
- 1983年（昭和58年）- 第37回衆議院議員総選挙（新潟1区）で初当選（日本社会党）。
- 1986年（昭和61年）- 第38回衆議院議員総選挙で再選。
- 1990年（平成2年）- 第39回衆議院議員総選挙で当選（3期）。
- 1993年（平成5年）- 第40回衆議院議員総選挙で当選（4期）。
- 1994年（平成6年）- 日本社会党政策審議会長。
- 1996年（平成8年）- 日本社会党を離党。
  - 第41回衆議院議員総選挙（新潟県第1区）で次点。
- 1997年（平成9年）- 民主党新潟県連を設立（初代県連代表）
- 2000年（平成12年）- 第42回衆議院議員総選挙で次点。
- 2001年（平成13年）- 第19回参議院議員通常選挙で次点。
- 2010年（平成22年）- 民主党新潟県連政治スクール塾長。

## 政策
- 選択的夫婦別姓制度導入に賛成。

## 役職
- 民主党新潟県連顧問。
- 民主党新潟県連政治スクール塾長。